# Military science fiction
Military science fiction, military SF je podžánr science fiction, kde je pozadím příběhu meziplanetární konflikt a jeho vojenské řešení. Hlavními postavami tohoto žánru jsou vojáci, žoldnéři a jiné osoby zařazené do posloupnosti velení nějaké vojenské organizace.

## Charakteristika
Běžně jde o nevyhnutelný konflikt (lidé proti broukům, demokraté proti diktátorům, apod.) o potřebě jehož vojenského řešení není žádných pochyb. Jsou zdůrazňovány tradiční vojenské ctnosti (disciplína, odvaha, věrnost). Samotná akce je popisována z pohledu běžného vojáka nebo důstojníka. Pokročilá technologie je vždy popisována do nejmenších podrobností. V některých příbězích je kladen důraz právě na techniku, většinou však je vítězství dosaženo nikoli technologickou převahou a logistikou, ale vůlí, odvahou a vojenským uměním.
Tedy, i když původní Hvězdné války se odehrávaly na pozadí válečného konfliktu, za military SF je považovat nelze. Rovněž do tohoto žánru nelze zařadit ani většinu epizod Star Treku, snad až na poslední sezóny Stanice Deep Space Nine. Babylon 5 je spíše na okraji tohoto žánru, zatímco Space: Above and Beyond je téměř čistá military sci-fi.
Protože žánru dlouhou dobu dominovali autoři spíše konzervativního střihu, je zde často demokratická vláda popisována jako neúčinná, přebujelá a mající negativní vztah ke svým vojenským ochráncům. Na druhou stranu vojáci jsou zobrazování jako vznešení a dobří. Obzvláště liberálové jsou popisováni jako akademičtí idealisté odtržení od reality, sotva schopní se postarat třeba jen o sebe. I zde se však objevují výjimky, kdy je dílo psáno z liberálního pohledu – například Věčná válka Joe Haldemana.
I když většina military SF je téměř čistá zábava bez větších ambicí a míří tak vlastně stejným směrem jako historické a moderní válečné romány, někteří autoři dokázali překročit hranice žánru a například klást zajímavé otázky. Například v Enderově hře jsou děti cvičeny od útlého věku k boji za lidstvo.
Jednou z nejpopulárnějších sérií, doporučovaných jako úvod do žánru je série Davida Webera o Honor Harringtonové. Ta představuje ty nejlepší tradice žánru: konzistentní technologii, uvěřitelnou a propracovanou zápletku a vývoj charakterů. Dalším autorem je David Drake a jeho Hammer's Slammers. Dalším autorem je Jerry Pournelle popisující vojenské konflikty v sérii o Falkenbergově legii a Janičářích.

## Příklady děl

### Knihy / série
- série Legacy of the Aldenata (John Ringo)
- Armor (John Steakley)
- BattleTech (také známý jako série Mechwarrior), původně hra, nyní obsahuje víc než 70 knih
- Bill, galaktický hrdina (Harry Harrison) – parodie
- Broken Angels (Richard Morgan)
- Clash by Night (Lawrence O'Donnell)
- Crest of the Stars (Morioka Hiroyuki) – anime
- Dobrodružství Milese Vorkosigana, některé díly (Lois McMaster Bujoldová)
- Dorsai Series (Gordon Dickson)
- Enderova hra, pouze první díl trilogie (Orson Scott Card), vyznívá protiválečně
- Gaunt's Ghosts (Dan Abnett) – patří k universu Warhammer 40 000
- série Hammer's Slammers (David Drake)
- série o Honor Harringtonové (David Weber)
- Hvězdná pěchota (Robert Anson Heinlein)
- série Halo (rozšířený vesmír této série videoher zahrnuje 36 knih od různých autorů)
- série  Kondominium (Jerry Pournelle)
- Phulova rota (Robert Lynn Asprin), humorná série, až armádu parodující
- Legend of the Galactic Heroes (Tanaka Jošiki) – anime
- Schlock Mercenary
- The Serrano Legacy (Elizabeth Moonová)
- Vatta's War (Elizabeth Moonová)
- Věčná válka (Joe Haldeman) – dílo k armádě spíše kritické
- Warhammer 40,000 – celý vesmír kolem této válečné hry dnes zahrnuje mnoho knih a komiksů
- Žoldnéři (Tomáš Bartoš)

### Seriály
- Space: Above and Beyond
- Hvězdná brána
- Battlestar Galactica

### Filmy
- Hvězdná pěchota (film) (Paul Verhoeven z roku 1997)
- Enemy mine (Můj nepřítel), vysloveně protiválečný